# That's How You Write a Song
"That's How You Write a Song" (dansk oversættelse: Det er sådan du skriver en sang) er en norsk popsang skrevet og udført af Alexander Rybak. Sangen blev udgivet til salg, digitalt og for streaming den 15. januar 2018. Sangen vandt Norsk Melodi Grand Prix 2018 i Oslo Spektrum og er Norges bidrag til Eurovision Song Contest 2018 i Lissabon.
"That's How You Write a Song" kom til finalen i Norsk Melodi Grand Prix 2018 sammen med balladen "Who We Are", skrevet af Kjetil Mørland og udført af Rebecca. De to sange fik flest stemmer efter flere afstemninger, som "That's How You Write a Song" til sidst vandt.
Dette er anden gang, Alexander Rybak vandt det norske melodigrandprix og er deltager i Eurovision Song Contest.  I 2009 vandt han begge konkurrencer med melodien Fairytale.
Sangen vandt den anden semifinale med 266 point og kvalificerede sig til finalen men i finalen endte den på en 15. plads.